# William Cavendish (7e duc de Devonshire)
Pour les articles homonymes, voir Cavendish.
William Cavendish, 7e duc de Devonshire (27 avril 1808 - 21 décembre 1891) titré « Lord Cavendish de Keighley » (entre 1831 et 1834) puis titré « comte de Burlington » (entre 1834 et 1858) est un homme politique, philanthrope et pair britannique.

## Biographie

### Jeunesse
Il fait partie de la puissante et fortunée famille noble des Cavendish, branche des ducs de Devonshire et des comtes de Burlington. 
Il fait ses études au Eton College, puis entre au Trinity College de l'Université de Cambridge[Quand ?].

### Carrière politique

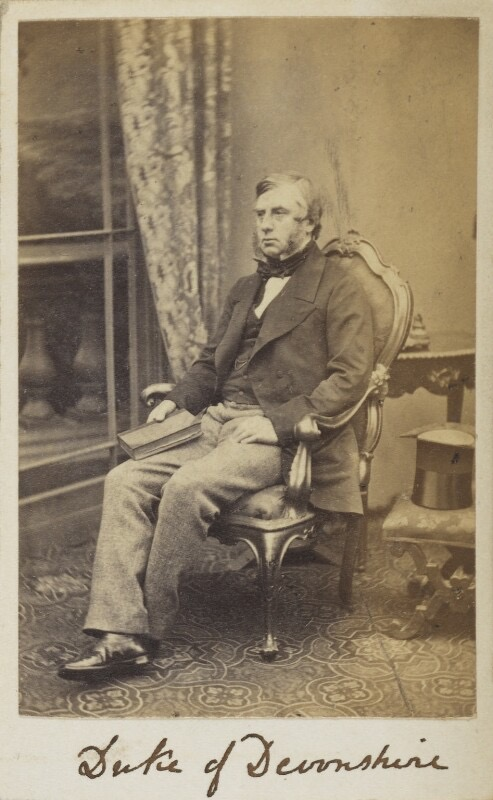
Photographie du 7e duc de Devonshire vers 1860.

De 1829 à 1831, il est député pour l'Université de Cambridge puis, en 1831, pour Malton. Il reçoit le titre de courtoisie de Lord Cavendish de Keighley, lorsque le titre de comte de Burlington est relevé en faveur de son grand-père.
Député pour le comté Nord de Derby (Northderbyshire) (1832-1834), en 1834, à la mort de son grand-père George Augustus Henry Cavendish, 1er comte de Burlington, il entre à la Chambre des Lords et hérite des titres et fortune de ce dernier.
De 1836 à 1856, il est le tout premier chancelier de l'Université de Londres puis, de 1852 à 1856, est Lieutenant adjoint du comté de Lancaster (Lancashire). Il passe Lord Lieutenant du comté de Lancastre en 1857.
En 1858, comme Lord Lieutenant, il change de lieu pour le comté de Derby (Derbyshire). Il hérite des titres de son cousin germain William George Spencer Cavendish, 6e duc de Devonshire. Le 31 décembre 1861, il devient Chancelier de l'Université de Cambridge en lieu et place d'Albert de Saxe-Cobourg-Gotha, mort le 14 décembre précédent.

### La ligne ferroviaire de Furness
Dès le début des années 1840, les actionnaires des mines de fer du district de Furness (Lancashire) souhaitaient massifier le transport du minerai vers les hauts fourneaux de Barrow-in-Furness en utilisant des wagons sur rails : ce projet fut adopté et précisé en grande partie par William Cavendish et son comparse, le duc de Buccleuch. En 1843, le programme consistait à relier par rail Furness et le chef-lieu de district, Ulverston, aux mines (Dalton-in-Furness) et aux carrières d'ardoise (Kirkby-in-Furness), au port maritime de Barrow et aux quais de Piel. Dans un premier temps, on utiliserait la traction animale, mais en ouvrant toute possibilité d'utiliser des locomotives à vapeur à l'avenir : « L'objectif premier de cette entreprise est d'améliorer l'approvisionnement, excessivement lent, des matières premières de Furness et des districts  adjacents jusqu'au littoral. » Le projet fut confié à l'ingénieur James Walker, qui montra que la future ligne serait d'évidence l'amorce de la liaison côtière avec le nord de Lancaster.
Quoique l'essentiel de la souscription fût supporté par les deux ducs et leurs associés, il y eut quelques actionnaires plus modestes, tels le négociant Henry Schneider, membre du comité de surveillance, mais la faible mobilisation des patrimoines locaux conduisit à l'abandon de la desserte d'Ulverston. Le projet fut approuvé par le Parlement le 23 mai 1844, et les extensions de la ligne entre Kirkby et Broughton-in-Furness, et entre Dalton et Ulverston furent approuvées en 1846. Le trafic de fret entre Dalton et Barrow démarra en juin 1846 avec une seule locomotive, et la ligne fut ouverte au trafic de passagers dès le début du mois d'août ; à la fin de ce même mois, les trains de passagers reliaient Dalton à la jetée de Piel, d'où l'on pouvait prendre le vapeur de Fleetwood. Lors du banquet d’inauguration tenu par les actionnaires à la fin du mois d’octobre 1846, il fut annoncé que le gabarit des wagons faisait obstacle au développement de l'antenne Dalton (qui produisait plus de 2 000 t de minerai par jour), que le manque de locomotives empêchait la mise en service de l'antenne de Kirkby, et que 85% des 12 000 passagers déjà acheminés étaient des touristes en partance pour Fleetwood ou Blackpool. Le service passager fut interrompu au bout de deux mois, pour doubler la ligne entre Dalton et Rampside Junction. Dès 1847, le succès du chemin de fer contraignait le propriétaire du vapeur reliant la jetée de Piel à Fleetwood, à se relocaliser à Barrow puis même à Poulton-le-Sands, pour capter les passagers de la Little North Western Railway, mais le trafic était mal synchronisé et en 1853, Furness Railway racheta la ligne maritime et son embarcadère de Piel.

### L'investisseur et philanthrope
Il est à l'origine de l'achèvement du Laboratoire Cavendish de Cambridge mais il fait de gros investissements malheureux dans l'industrie lourde à Barrow-in-Furness. De ses grands-parents il hérite de biens fonciers conséquents, surtout dans la ville d'Eastbourne. Dans cette cité, il vend à vil prix des terrains à lui pour faire bâtir l'Eastbourne College par l'architecte Henry Currey (1820-1900).

## Famille
Il épouse, le 6 août 1829, Blanche Howard (1812-1840), fille de George Howard, 6e comte de Carlisle et de Georgiana Dorothy Cavendish. Ils ont cinq enfants.
- William Cavendish, lord Cavendish de Keighley (8 octobre 1831 - 15 mai 1834), célibataire, sans enfants ;
- Spencer Cavendish, 8e duc de Devonshire (23 juillet 1833 - 24 mars 1908) épouse Luise Friederike Auguste von Alten (15 janvier 1832 - 15 novembre 1911), sans descendance ;
- Louisa Caroline Cavendish (16 mars 1835 - 21 septembre 1907) épouse Francis Egerton (15 septembre 1824 - 15 décembre 1895), dont descendance ;
- Frederick Cavendish (30 novembre 1836 - 6 mai 1882) épouse Lucy Caroline Lyttelton (5 septembre 1841 - 22 avril 1925), sans descendance ;
- Edward Cavendish (28 janvier 1838 - 18 mai 1891) épouse Emma Elizabeth Lascelles (17 novembre 1838 - 24 septembre 1920), dont descendance.

## Distinctions

### Décorations britanniques
- Ordre de la Jarretière (25 mars 1858)
- Médaille du jubilé d'or de Victoria (21 juin 1887)

### Hommages
- Une statue le représentant se trouve à Eastbourne, Devonshire Place, le long du front de mer.